# Wolny Ruch Narodowy
Wolny Ruch Narodowy (Free National Movement, FNM) – jedna z dwóch głównych partii politycznych działających na Bahamach, obecnie pełniąca rolę partii rządzącej w tym kraju. Prezentuje konserwatywne poglądy na gospodarkę przy jednoczesnym liberalnym podejściu do kwestii społecznych.
FNM powstał w 1971 z połączenia grupy rozłamowców z rządzącej wówczas Postępowej Partii Liberalnej (PLP) ze Zjednoczoną Partią Bahamską, która choć dominowała w bahamskiej polityce przez większość XX wieku, zupełnie nie mogła się odnaleźć po przegranych wyborach z 1967. Nowa partia szybko znalazła się w parlamencie, jednak przez wiele lat nie była w stanie pokonać w wyborach PLP, za którą przemawiała legenda stronnictwa, które doprowadziło kraj do niepodległości. Sytuacja FNM zmieniła się po objęciu jej przywództwa przez Huberta Ingrahama, co nastąpiło w 1990. Już dwa lata później partia po raz pierwszy zwyciężyła w wyborach i utworzyła rząd, z Ingrahamem jako premierem. Lata 2002–2007 spędziła w opozycji, jednak w wyborach z kwietnia 2007 udało jej się odzyskać władzę, a jej lider powrócił na stanowisko szefa rządu. W wyborach w maju 2012 ponownie utraciła władzę. Jej nowym liderem został wówczas Hubert Minnis, który zwyciężył z partią wybory parlamentarne w maju 2017 i objął urząd premiera. Funkcję tę pełnił do wyborów w 2021 roku, kiedy znowu partia utraciła władzę.